# Coalition albanaise
La Coalition albanaise ((en albanais : Koalicioni Shqiptar)) est le nom de plusieurs coalitions préélectorales de la minorité albanaise située au Monténégro. Créé à l'origine par le président du Parti démocrate et ancien maire d' Ulcinj, Fatmir Gjeka, il se compose actuellement du Parti démocrate, de la Ligue démocratique du Monténégro et de l'Union démocratique des Albanais. La coalition compte actuellement un député au Parlement du Monténégro.

## Histoire

### Coalition de 2012
L'alliance a été formée à Ulcinj par le Parti démocrate (PD), la Ligue démocratique du Monténégro (LDM) et l'Alternative albanaise (AA), avant les élections législatives de 2012. La coalition a remporté un siège aux élections de 2012, qui a été attribué à un membre du PD. Dirigée par Fatmir Deka, lors des élections de 2012, l'alliance a obtenu 1,1 % des voix, remportant un siège.

### Coalition de 2016
En septembre 2016, l'AA a décidé de quitter la coalition avec le PD et la LDM, en acceptant de former une alliance préélectorale avec la Nouvelle Force démocratique (FORCA) et l'Union démocratique des Albanais (UDA). Avant les élections législatives de 2016, le PD et la LDM ont décidé de signer un accord avec la Perspective Albanaise (PA, anciens membres de l'AA), formant une liste électorale sous le nom de « Coalition albanaise avec un seul objectif ». La tête de liste de 2016 était Gezim Hajdinaga, un candidat indépendant. Aux élections, la coalition PD-LDM a perdu son siège, remportant 0,63 % du vote.

### Coalition de 2020
En juillet 2020, l'Union démocratique des Albanais (UDA) a décidé de signer un accord avec le PD et la LDM, les trois partis acceptant de former une alliance préélectorale sous le nom de « Coalition albanaise - à l'unanimité », avec le chef du PD Fatmir Gjeka à la tête de la liste électorale commune pour les élections législatives de 2020. L'Alliance a obtenu 1,14 % des voix, remportant à nouveau un siège comme en 2012.